# Marcos Portillo
Marcos Portillo (Rosario, Argentina; 31 de enero de 2000) es un futbolista argentino. Juega de centrocampista y su equipo actual es Platense de la Primera División de Argentina.

## Trayectoria
Portillo entró a las inferiores de Newell's Old Boys en 2015 y fue promovido al primer equipo en 2021, año en que debutó y firmó su primer contrato.

## Estadísticas
Actualizado al último partido disputado el 23 de abril de 2023.
| Club                        | Div.          | Temporada     | Liga  | Liga  | Copas nacionales | Copas nacionales | Copas internacionales | Copas internacionales | Total | Total |
| Club                        | Div.          | Temporada     | Part. | Goles | Part.            | Goles            | Part.                 | Goles                 | Part. | Goles |
| --------------------------- | ------------- | ------------- | ----- | ----- | ---------------- | ---------------- | --------------------- | --------------------- | ----- | ----- |
| Newell's Old Boys Argentina | 1.ª           | 2021          | 1     | 0     | 0                | 0                | —                     | —                     | 1     | 0     |
| Newell's Old Boys Argentina | 1.ª           | 2022          | 20    | 0     | 2                | 0                | —                     | —                     | 22    | 0     |
| Newell's Old Boys Argentina | 1.ª           | 2023          | 4     | 0     | 1                | 0                | 2                     | 2                     | 7     | 2     |
| Newell's Old Boys Argentina | Total club    | Total club    | 25    | 0     | 3                | 0                | 2                     | 2                     | 30    | 2     |
| Total carrera               | Total carrera | Total carrera | 25    | 0     | 3                | 0                | 2                     | 2                     | 30    | 2     |